# 須田アンナ
須田 アンナ（すだ アンナ、1997年10月12日 - ）は、日本の元ダンサー。E-girls、Happiness、スダンナユズユリーの元メンバー。
東京都墨田区出身。身長167cm。愛称は、スダンナ。

## 略歴
9歳からダンスを始め、中学1年からEXPG東京校に通い始める。
2011年、芸能事務所LDHが主催した「VOCAL BATTLE AUDITION 3」のダンスパフォーマンス部門に参加。合宿審査で落選するも、EGD（EXPG GIRLS DANCERS）のメンバーとなる。
2012年3月、E-girlsに加入。
2013年5月27日、Happinessに加入。
2016年11月9日、スダンナユズユリーとしても始動。同グループのみラップも担当。
2020年12月15日、年内をもって所属事務所を退社することを発表。E-girlsの解散を受け決断に至ったという。同月28日の配信ライブが上記3つのグループとして最後の活動となった。

### 事務所退社後
2021年1月、同じグループで活動し同時に退社を発表していたYURINOと共に、YouTubeチャンネル『アンエンユリ』を開設。同年2月1日にはYURINOと共に、新プロジェクト「episode」を発足した。
2024年9月、夫の仕事の関係で生活の拠点を佐賀県に移すことを発表。

## 人物
父親は日本人で、母親はフィリピン人。
2021年5月21日放送のTBS系恋愛トークバラエティ番組『中居大輔と本田翼と夜な夜なラブ子さん』に出演し、交際相手を公開した。交際相手は大手通販会社の配達員で、2020年の夏に飲み会で知り合い、同年末に開催されたグループのラストライブの日に交際を開始したことも明かした。
2023年3月21日に上記の男性と結婚し、2024年5月5日に結婚式を挙げた。2025年3月に第1子男児を出産した。

## 出演

### テレビドラマ
- 心療中-in the Room-（2013年1月 - 3月、日本テレビ） - 海原美波 / 海原美風 役[要出典]
- 明日の光をつかめ -2013 夏-（2013年7月 - 8月、東海テレビ） - 主演・太田蒼 役[14]
- 恋文日和 第6話（2014年2月、日本テレビ） - 篠原夏芽 役[15]

### 配信ドラマ
- ハピゴラ!（2018年11月 - 12月、GYAO!） - マエ 役

### テレビ番組
- ガチャムク（2018年7月 - 2020年6月、BSフジ）

### CM
- 洋服の青山（2019年）[16]

### ミュージックビデオ
- CRAZYBOY「Double Play」（2018年）

### イベント
- GirlsAward
  - GirlsAward 2012 AUTUMN/WINTER（2012年）[17]
  - GirlsAward 2017 AUTUMN/WINTER（2017年）[18]
  - GirlsAward 2018 AUTUMN/WINTER（2018年）[19]
- 東京ランウェイ 2014 SPRING/SUMMER（2014年）[20]